# Edith von Voigtländer
Edith von Voigtländer (* 8. Juni 1892 in Weimar; † 4. Juli 1978 in Riemerling) war eine deutsche Violinistin und „eine der ersten Violinprofessorinnen Deutschlands“.

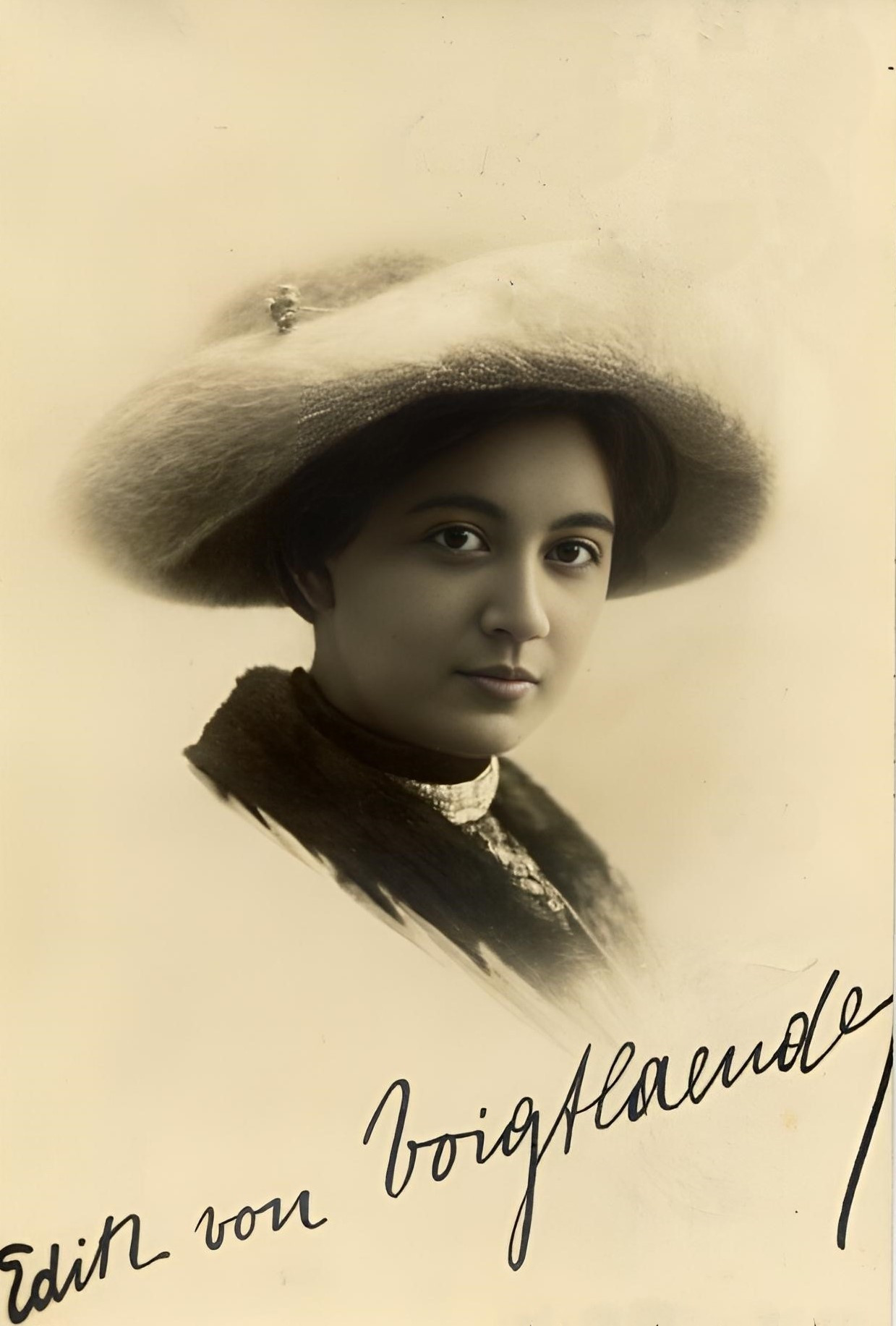
Edith von Voigtländer 1914

## Leben
Edith von Voigtländer wurde 1892 als Tochter des Robert von Voigtländer (1855–1939) und dessen Ehefrau Robertina Eugenie geb. Geber-Hohenau  (1861), geboren. Ihr Großvater war der Unternehmer, Optiker und Fotopionier Peter Wilhelm Friedrich von Voigtländer.
Schon als achtjähriges Mädchen hatte Voigtländer ihren ersten Auftritt. Ab ihrem elften Lebensjahr ließ sie sich bei Professor Issay Barmas in Berlin im Geigenspiel ausbilden und gab mit 13 Jahren ein erstes Konzert zusammen mit den Berliner Philharmonikern. Es folgten Konzertreisen durch 17 europäische Staaten. Sie stand 1944 in der Gottbegnadeten-Liste.
Ihr Repertoire umfasste Werke von Wolfgang Amadeus Mozart, Ludwig van Beethoven, Johannes Brahms, Max Bruch und Hans Pfitzner.
1946 übernahm sie in München einen Lehrauftrag an der Staatlichen Hochschule für Musik und wurde dort zur Professorin ernannt.

## Auszeichnungen
- 1909: Goldmedaille für Kunst und Wissenschaft von Coburg-Gotha
- Erster Weltkrieg: Rote-Kreuz-Medaille
- 1937: jugoslawisches Offizierskreuz vom Orden des Hl. Caba
- 1940: Musikpreis der Stadt München
- 1961: Bayerischer Verdienstorden
- 1977: Bundesverdienstkreuz am Bande